# Dekanat Gdańsk-Łostowice
Dekanat Gdańsk-Łostowice – jeden z 24 dekanatów katolickich archidiecezji gdańskiej, obejmujący gdańskie dzielnice: Orunia Górna-Gdańsk Południe, Chełm i Ujeścisko-Łostowice oraz wsie Borkowo i Kowale w powiecie gdańskim. Powstał formalnie 3 maja 2006 r. na mocy kurendy nr 34/2006 Arcybiskupa Metropolity Gdańskiego Tadeusza Gocłowskiego (wydanej 25 kwietnia) razem z Dekanatem Gdańsk-Siedlce w wyniku podziału Dekanatu Gdańsk Południe. Dziekanem jest proboszcz parafii św. Kingi w Kowalach – ks. Wiesław Srogosz.

## Parafie
W skład dekanatu wchodzi 9 parafii:
1. Parafia św. Jana Pawła II w Gdańsku – Gdańsk, ul. Jana Michonia 2
2. Parafia Podwyższenia Krzyża Świętego w Gdańsku – Gdańsk, ul. Biskupa Andrzeja Wronki 1
3. Parafia św. Jadwigi Królowej w Gdańsku – Gdańsk, ul. Krzemowa 3
4. Parafia św. Judy Tadeusza w Gdańsku – Gdańsk, ul. Świętokrzyska 47 A
5. Parafia św. Kingi w Kowalach – Kowale, Kowale, Plac św. Kingi 1
6. Parafia św. Krzysztofa w Gdańsku – Gdańsk, ul. Jaworzniaków 10
7. Parafia św. Ojca Pio w Gdańsku – Gdańsk, ul. Przemyska 21
8. Parafia św. Teresy Benedykty od Krzyża w Gdańsku – Gdańsk, ul. Wawelska 21
9. Parafia św. Urszuli Ledóchowskiej w Gdańsku – Gdańsk, ul. Cieszyńskiego 1

## Kościoły filialne
- Parafia św. Kingi w Kowalach
  - Kościół filialny św. Faustyny – Kowale, ul. św. Faustyny 3

## Sąsiednie dekanaty
Gdańsk-Siedlce, Gdańsk-Śródmieście, Kolbudy, Pruszcz Gdański, Żukowo